# Мала Куртяска
Мала́ Куртя́ска — гора в масиві Свидовець (Українські Карпати). Розташована в північно-східній частині Тячівського району Закарпатської області, на південний схід від села Лопухова.
Висота 1644,1 м (за іншими даними — 1652 м). Лежить у західній частині головного хребта Свидовецького масиву. Північно-західні та південно-східні схили дуже круті, місцями обривисті; значні площі займають полонини. Вершина незаліснена.
На схід розташована гора Унгаряска (1707 м), на південний захід — Велика Куртяска (1621,3 м). У котловині на схід від вершини розташовані витоки річки Мала Шопурка.